# ساکاهوگی، گیفو
ساکاهوگی، گیفو (به لاتین: Sakahogi, Gifu) یک منطقهٔ مسکونی در ژاپن است که در Kamo District واقع شده‌است. ساکاهوگی ۸٬۴۴۳ نفر جمعیت دارد.